# Miguel Meléndez Muñoz
Miguel Meléndez Muñoz (Cayey, 22 de julio de 1884-Cayey, 28 de noviembre de 1966) fue un proveniente escritor puertorriqueño.

## Formación
Estudió sus grados primarios en un colegio privado, pero tuvo que abandonar sus estudios tras la muerte de su padre, quien era un coronel del ejército español. Tuvo que trabajar en una tienda, donde llegó a ser contador. Ingresó al colegio San Isidro,en Cayey.
Como ya sabía leer y escribir lo asignaron a tercera clase después de un examen.
Miguel Meléndez Muñoz nació en Cayey el 22 de julio de 1884. Muere en Cayey el 28 de noviembre de 1966. Fueron sus padres Juan Meléndez Unos, coronel del ejército español, y Conchita Muñoz Morales. Los hijos de Meléndez Muñoz se han destacado en diversas ocupaciones. Entre ellos, el Dr. Juan Meléndez, se ha distinguido en la educación universitana, y actualmente ocupa un puesto de alto rango en la Universidad Interamericana.
Meléndez Muñoz cursó sus estudios primarios, equivalentes al décimo grado de la actualidad, en un colegio privado. No pudo ingresar en el Instituto Provincial de Segunda Enseñanza a causa de la muerte de su padre. Se vio obligado a trabajar en un establecimiento comercial como dependiente con una jornada de doce a catorce horas de trabajo diario cuando tenía catorce años de edad. A los dieciocho años llegó a ocupar el puesto de contador en la misma firma mercantil. Más tarde se desempeñó como administrador jefe de cultivos en un extenso fondo agrícola. En 1914 se estableció por su propia empresa como terrateniente y agricultor, actividad que abandonó en 1928 a causa de la ruina del cultivo del tabaco en la isla para esta época, ocasionado por las depreciaciones del trust que monopolizaba las siembras, cosecha y manufactura del producto.
Sus ocupaciones de dependiente y agricultor lo pusieron en contacto directo con el campesino puertorriqueño y tuvo la oportunidad de cap cerca los problemas de diversa índole que acosaban al hombre del camp tario y las Escuelas Públicas de Cayey el día 20 de diciembre de 1955; Diploma Doctoris Literarum Humanirorum Honoris Causa otorgado por la Universidad de Puerto Rico en su colación de grados el año 1958; Resolución de la Asamblea Municipal de Cayey declarándolo Hijo Predilecto de este pueblo en el acto celebrado el día 15 de agosto de 1960; Premio de 1.000 dólares y Medalla de Oro, otorgados por el Instituto de Cultura Puertorriqueña el 19 de noviembre de 1960 en el Teatro Tapia de San Juan, P. R.; Premio de 500 dólares y Diploma otorgado por el Instituto de Literatura Puertorriqueña en reconocimiento de sus artículos publicados en la prensa durante 1962.
Las lecturas predilectas de Meléndez Muñoz fueron Tapiz, Zeno Gandía, Hostos, Joaquín Costa, Tolstoi, Gorki, Francisco 'Giner de los Ríos y otros.
Meléndez Muñoz fue hombre de una gran actividad social y cultural, estuvo presente en todo acto literario. En su obra mezcla la lengua jíbara con la culta. Parte de la lengua del jíbaro para hacer su interpretación sociológica en muchas ocasiones. En su obra la tierra adquiere casi una caracterización humana, logra fundir tierra, hombre y costumbre. La narrativa de Meléndez Muñoz es de seriedad, de adentrarse en el temperamento de la gente campesina. Crea literatura comprometida con su noble afán de ahondar en la conciencia territorialista de su patria. Su obra contiene el vivir dramático del campesino de tierra adentro, con sus virtudes, sus vicios, sus supersticiones, su conuco, su vaca, su perro, su potro, su trago de ron caña, su gallo y su mujer.

## Vocaciones
Como escritor, escribió una extensa obra literaria y colaboró también escribiendo artículos en varios periódicos como el Heraldo Español, La Democracia, El imparcial, El mundo, entre varios otros. Sus obras literarias tratan generalmente acerca de la vida del jíbaro puertorriqueño (campesino) y describen escenas naturales de su tierra. Por su colaboración, recibió un premio del mejor periodista del año, por parte del Club de Leones de San Juan. Además, recibió otros reconocimientos por su trabajo.
Meléndez tuvo otros cargos y oficios; llegó a ser tesorero, vicepresidente y presidente del Ateneo Puertorriqueño; un colegio del siglo XIX vagamente parecido a una universidad puertorriqueña. También llegó a ser director escolar del Gobierno Capital y jefe de la junta Insular de Instrucción Vocacional.
En 1914 estableció su propia empresa agrícola tabaquera, pero tuvo que abandonar ese oficio en 1928 a causa de su fracaso. Probablemente su fracaso esté relacionada con las compañías que monopolizaban el mismo producto.

## Obras

### Libros
- Cuentos de la Carretera Central (1941)
- Yuyo (1913)
- Dos Cartas
- Cuentos del Cedro (1936)

"Obras Completas de Miguel Melendez Muñoz " (1963) 

### Ensayos
- El pauperismo en Puerto Rico; Estado social del campesino puertorriqueño (1913)
- Educación popular (1914)
- Ventajas e inconvenientes del lujo (1922)